# روچلا والدمونه
روچلا والدمونه (به ایتالیایی: Roccella Valdemone) یک کومونه در ایتالیا است که در استان مسینا واقع شده‌است. روچلا والدمونه ۴۱٫۰ کیلومتر مربع مساحت و ۸۰۲ نفر جمعیت دارد و ۸۱۲ متر بالاتر از سطح دریا واقع شده‌است.